# 유우람 (배우)
유태건(1986년 10월 7일 ~ )은 대한민국의 배우이다.

## 학력
- 포항송도초등학교
- 동지중학교
- 동지고등학교
- 서울예술전문학교

## 출연작

### 영화
- 《마이너클럽》 (2014년) - 애비 역
- 《작업의 정석》 (2005년)

### 앨범
- 《울음보 single》(2010년) - 타이틀곡 : 울음보

### 공연
- 《프리즌》(2013년 3월 8일 ~ 2014년 6월 1일) - 대학로 이수아트홀
- 《프리즌 - 부산》(2013년 12월 12일 ~ 2014년 3월 16일) - 가온아트홀1관
- 《실장님을 부탁해》(2013년 8월 1일 ~ 2013년 12월 29일) - 대학로 소리 아트홀2관
- 《프리즌 - 대전》(2013년 6월 2일 ~ 2013년 8월 25일) - 이수아트홀
- 《코믹쇼 로미오&줄리엣 시즌2》(2008년 9월 5일 ~ 2012년 6월 30일) - 대학로 소리 아트홀1관
- 《드라마 만들기》(2010년 8월 17일 ~ 2012년 2월 26일) - 대학로 소리 아트홀3관

## 수상
- 2009년 ABC마트 전국 UCC공모전 1위